# Университет Мулая Исмаила в Мекнес
Университет Мулая Исмаила в Мекнесе (фр. Université Moulay Ismail; араб. إامعة مولاي إسماعيل) — университет в городе Мекнес, Марокко. Основан в 1989, назван в честь марокканского султана Малая Исмаила. Он занимает 100-е место в региональном рейтинге арабских университетов 2016 года (USNews & World Report).

## История
- 1982: Создание первых двух факультетов Мекнеса: факультета литературы и факультета наук, которые были присоединены к университету Сиди Мохамеда бен Абделлаха в Фесе.
- 23 октября 1989: Создание Университета Мулая Исмаила. Два упомянутых выше факультета составляют его ядро.
- 1993: Создание факультета юридических, экономических и социальных наук, а также Высшей технологической школы EST в Мекнесе.
- 1994: Открытие факультета науки и техники FST в Эр-Рашидия, расположенном в районе Мекнес-Тафилалет.
- 1997: Национальная высшая школа искусств и ремесел (Мекнес) рождается в Мекнесе, единственном учреждении такого рода в Марокко и Африке.
- 2006: Открытие полидисциплинарного факультета в Эр-Рашидиа.
- 2014: Создание Высшей технологической школы в Хенифре.
- 2019: Создание Национальной школы бизнеса и менеджмента (ENCG) в Мекнесе.

## Факультеты
- Факультет наук, Мекнес.
- Факультет литературы и гуманитарных наук (FLSH), Мекнес.
- Факультет юридических, экономических и социальных наук (ФСЭН), Мекнес
- Факультет наук и технологий (FST), Эррахидиа.
- Полидисциплинарный факультет (FP), Эррахидиа.

## Базовые программы бакалавриата
- Факультет наук:
  - Химические науки о материалах
  - Физические науки о материи
  - Науки о Земле и Вселенной
  - Естественные науки
  - Математика и приложения

- Факультет юридических, экономических и социальных наук:
  - Экономика и менеджмент
  - Частное право (арабский язык)
  - Публичное право (арабский язык)
  - Частное право (французский язык)
  - Публичное право (французский язык)

- Факультеты литературы и гуманитарных наук:
  - Арабские исследования
  - Исламские исследования
  - Французские исследования
  - Изучение английского языка
  - История и цивилизация
  - География
  - Философия
  - Социология